# Електронні гроші
Електро́нні гро́ші (також відомі як e-money, e-гроші, електронна готівка, електронні обміни, цифрові гроші, цифрова готівка чи цифрові обміни) — означення грошей чи фінансових зобов'язань, обмін та взаєморозрахунки з яких проводяться за допомогою інформаційних технологій.

## Електронні гроші в Україні
Єдину державну політику в галузі грошового обігу, кредиту, зміцнення грошової одиниці України — гривні, регулювання та нагляд за діяльністю комерційних банків в Україні здійснює НБУ.
НБУ визначив електронні гроші як «наперед оплачений засіб платежу, який випускається банком-емітентом в обмін на готівкові та/або безготівкові кошти та призначений для здійснення розрахунків за товари, роботи, послуги, а також переказів між фізичними особами. Розрахунки за допомогою електронних грошей відбуваються переважно у мережі Інтернет. Електронні гроші зберігаються на електронному пристрої, є неперсоніфікованим засобом платежу.»
Законодавством України для розрахунків електронними грошима встановлено такі обмеження:
- якщо поповнення не передбачені, може зберігатися не більше 4000 грн;
- якщо поповнення передбачені: може зберігатися не більше 14000 грн і сума розрахунків не повинна перевищувати 62000 грн на рік.[1]

Ліміти та розрахунки електронними грошима НБУ регулює Постановою 04.11.2010 № 481 «Про внесення змін до деяких нормативно-правових актів Національного банку України з питань регулювання випуску та обігу електронних грошей».
З 28 квітня 2020 року, тобто коли набрав чинності Закон «Про запобігання та протидії легалізації (відмиванню) доходів, одержаних злочинним шляхом, фінансуванню тероризму та фінансуванню розповсюдження зброї масового знищення», фінансові установи повинні ідентифікувати та верифікувати клієнтів — користувачів електронних грошей. Перевірка користувачів непотрібна, лише якщо:
 — ініціюється операція з електронними грошима, що здійснюється з використанням наперед оплаченої картки, та виконуються усі належні заходи щодо зменшення ризиків;
 — здійснюється оплата товарів готівкою або за допомогою платіжної картки з використанням електронного гаманця (технічного/транзитного), що відкривається одноразово виключно для технологічного проведення цієї операції, за умови виконання емітентом відповідних вимог щодо супроводження переказу коштів інформацією відповідно до вимог законодавства.
Для ідентифікованих та верифікованих у повному обсязі користувачів електронних гаманців Національний банк скасовує обмеження, встановлені раніше щодо сум електронних грошей, на які можуть здійснюватися розрахунки та перекази. На поповнюваному електронному гаманці може зберігатися максимальна сума в розмірі 400 000 грн; на непоповнюваному — 5 000 грн.
1 квітня 2023 року набуває чинності закон України № 2888-IX «Про внесення змін до Податкового кодексу України та інших законодавчих актів України щодо платіжних послуг» про використання в Україні електронних грошей.

## Особливості функціонування
Відповідно до законодавства України, електронні гроші — одиниці вартості, які зберігаються на електронному пристрої, приймаються як засіб платежу іншими особами, ніж особа, яка їх випускає, і є грошовим зобов'язанням цієї особи, що виконується в готівковій або безготівковій формі.
Випуск електронних грошей в Україні може здійснювати виключно банк, який і бере на себе зобов'язання з їх погашення в обмін на готівкові або безготівкові кошти.
Директива Європейського Парламенту та Ради дає по суті таке саме визначення, однак не обмежує коло емітентів типом установи: випуск електронних грошей можуть здійснювати як банки, так і інші установи відповідно до встановлених вимог: Електронні гроші означають грошову вартість, як представлено у вимозі до емітента, які зберігаються на електронному пристрої, в тому числі магнітному, випускаються для отримання коштів з метою здійснення платіжних операцій та приймаються фізичною або юридичною особою, відмінною від установи-емітента електронних грошей.
Таким чином, це грошове зобов'язання емітента в електронному вигляді, які знаходяться на електронному пристрої у розпорядженні користувача і приймається в оплату іншими, ніж емітент, особами.
Емітент зобов'язаний забезпечити, щоб сума випущених ним електронних грошей не перевищувала суми отриманих ним від користувачів та агентів готівкових або безготівкових коштів та суми отриманих агентом з поповнення готівкових коштів, які мають бути перераховані емітенту.
Пристроєм, на якому вони зберігаються, може бути: мікропроцесорна картка, комп'ютер користувача, сервер системи розрахунків електронними грошима, мобільні телефони тощо.
Законодавчими актами України визначено, що грошовою одиницею України є гривня, а грошові кошти (гроші) існують у формі готівки (грошових знаків: банкнот і монет, що мають зазначену на них номінальну вартість) та у безготівковій формі (записів на рахунках у банках: кошти на рахунках та депозити до запитання). Із появою електронних грошей постало питання про визначення місця електронних грошей у теорії сучасних грошей.
Економічна природа всіх сучасних грошей є кредитною, оскільки з одного боку банкноти і монети, емітовані центральним банком, є його борговим зобов'язанням у вигляді гарантій забезпечити купівельну спроможність грошей та прийнятність на території всієї держави, з іншого –безготівкові кошти, залучені банками у депозити, є зобов'язаннями цих банків повернути вкладникам грошові кошти.
Так само по суті електронні гроші мають кредитну природу у вигляді зобов'язання емітента.
Електронні гроші у принципі не збільшують масу грошей, проте збільшується швидкість їх обігу, оскільки вони виступають, як засіб забезпечення і прискорення комерційних операцій.
Основною відмінністю розрахунків електронними грошима від безготівкових за допомогою банківських карток є неперсоніфікованість і конфіденційність. Так, банківська картка завжди випускається із зв'язком із банківським рахунком, відкритим на конкретну особу, про яку банку відомі особові дані.
При розрахунках банківською платіжною карткою відбувається списання коштів саме з рахунку клієнта, тому відомо, який клієнт, за що і де розраховувався.
При розрахунках електронними грошима списання коштів здійснюється із електронного гаманця, який має номер і не містить інформації про його власника — ідентифікується гаманець, а не його власник.
Електронні гроші  є важливим концептом електронної комерції та електронного урядування.
Для користування ними потрібна інфраструктура — комп'ютерні мережі, Інтернет та електронні платіжні сервіси.
Електронні гроші  завжди пов'язані з певною платіжною системою, яка виступає їх емітентом та яка або сама виступає їх еквайром, або підписує договір еквайрингу з іншими компаніями.
Система електронних платежів — це приклад електронних грошей.
Також електронні гроші  — це збірне означення фінансової криптографії та технологій, на яких вона базується[джерело?].
Важливим для безпеки розрахунків є встановлення обмежень на суму електронних грошей, яка може зберігатися на електронних пристроях користувачів і торговців, та величину окремої трансакції, а також використання персональних ідентифікаційних кодів для авторизації завантаження електронних грошей на електронні пристрої та здійснення їх переказу. Всі ці заходи широко впроваджуються в системах електронних грошей для запобігання шахрайству. Так, Національним банком України, визначено, що сума електронних грошей на електронному пристрої, який не може поповнюватися, не повинна перевищувати 2000 гривень, а на пристрої, можливість поповнення якого існує, − 8000 гривень.
З 2010 року Національний банк України запровадив процес регулювання сегменту, узгоджуючи правила систем електронних грошей. Узгодження пройшли три системи — MoneXy, ГлобалМані та Максі".

## Переваги електронних грошей
Приймаючи електронні гроші як засіб платежу, підприємства роздрібної торгівлі отримують окремі переваги економічного та соціального характеру, зокрема:
- зменшується контакт людей з готівкою — потенційно небезпечним переносником шкідливих бактерій;
- покращання умов праці осіб, що працюють з готівкою: зменшення контакту з потенційно небезпечною готівкою, зменшення затрат часу на одного клієнта у зв'язку з відсутністю необхідності підрахунку коштів, зниження емоційного навантаження (ризик помилки працівника при прийнятті електронних грошей зводиться до нуля на відміну від прийняття готівки, коли працівник може помилитись при рахуванні та перевірці на справжність банкнот);
- зменшення витрат держави на виготовлення, обслуговування та знищення готівки;
- використання електронних грошей як електронного замінника банкнот і монет у розрахунках з населенням може дозволити зменшити витрати на розрахунково-касове обслуговування в банку та інкасацію готівки;
- розрахунки електронними грошима пришвидшують операції з купівлі-продажу товарів за рахунок своєї абсолютної подільності − можливості моментального списання необхідної суми коштів;
- робота з цим платіжним засобом унеможливлює здійснення шахрайських операцій недобросовісним персоналом підприємства завдяки автоматичній фіксації операцій у відповідних програмно-технічних комплексах;
- як платіжний інструмент на пред'явника електронні гроші безособові — ідентифікується електронний гаманець, а не його власник.

## Недоліки електронних грошей
- потреба у спеціальному обладнанні;
- залежність від безперебійного енергопостачання та зв'язку з інтернетом, при зникненні яких втрачається доступ до рахунків або унеможливлюються операції виплати;
- вразливість електронних систем до хакерських атак, збоїв у програмному забезпеченні та гірші наслідки людських помилок.